# 二甲祠
二甲祠又名光裕堂，是中国安徽省宣城市泾县桃花潭镇查济村的一座明代祠堂建筑，建于明嘉靖四十四年(1565 年)。
1998年5月，宝公祠、二甲祠、洪公祠、德公厅屋、进士门、怀素堂六处明清古建筑列为安徽省文物保护单位。2001年6月，作为查济古建筑群的子项被公布为第五批全国重点文物保护单位 。